# Jaroslav Vašata
Jaroslav Vašata (24. září 1905 Brodce nad Jizerou, Rakousko Uhersko – 16. března 1995 New York City, USA) byl český podnikatel v pohostinství a účastník druhého československého odboje v období Protektorátu Čechy a Morava.

## Život

### Začátky
Jaroslav Vašata se narodil do chudé mlynářské rodiny. Krátce po jeho narození se rodina přestěhovala do Královic u Brandýsa nad Labem. Je otec byl povolán do rakouské armády za První světové války, kde podlehl alkoholismu. Krátce po návratu rodinu opustil. Mladý Vašata se po dokončení základního vzdělání v Nových Benátkách přesunul do Prahy. Díky svým nebývalým schopnostem a podnikatelskému duchu se v Praze prosadil v oblasti restauratérství. V roce 1936 otevřel svou první restauraci na Václavském náměstí v Hotelu Evropa. Stalo se tak 17. dubna v 17 hodin a 17 minut. Po prvotních neúspěších se, takzvaný automat, stal jednou z nejoblíbenějších pražských restaurací. Pomoci k tomu měla náhoda, kdy svému známému vyprávěl o podpoře jeho matky, ten následně o podniku napsal bez vědomí Vašaty článek.
Jeho řetězec Vašata a spol. s vidličkou v logu se postupem času rozrůstal. Stal se významnou prvorepublikovou osobností. V roce 1938 si pronajal restauraci v Obecním domě. Tehdy se Obecnímu domu říkalo Reprezentativní dům, Vašatova restaurace tedy nesla jméno Repre.

### Odboj
Již v období Druhé republiky se Vašata začal hlouběji zajímat o vlasteneckou činnost. Tehdy pomáhal se sháněním a financováním pasů zejména pro rakouské Židy, kteří skrz Československo zkoušeli emigrovat na západ . To vše vyvrcholilo s příjezdem Nacistů do Prahy a s vyhlášením Protektorátu Čechy a Morava dne 16. března 1939. Ač nevoják, stal se jedním ze zakládajících členů protinacistické organizace Obrana národa okolo osobností jako byl generál Josef Bílý, Josef Balabán, Josef Mašín a Václav Morávek. Mimo to byl také v blízkosti skupiny Vladimíra Krajiny.
Vašata byl zodpovědný zejména za činnost okolo financování odbojové činnosti. Dále pak obstarával například potraviny, k čemuž se hodilo množství jeho skladů. V srpnu roku 1940 byl několik týdnů společně se svým bratrem vězněn ve věznici na Pankráci, vyšetřován byl také v nechvalně známém Petschkově paláci. Po propuštění aktivně pracoval ještě na záchraně jeho bratra, což se mu také podařilo.
Koncem dubna 1942 ukrýval v Obecním domě ve Smetanově síni Vašata parašutisty, kteří chystali atentát na říšského protektora Reinharda Heydricha. Jednomu z nich, Josefu Valčíkovi, půjčil svůj oblek. Valčík měl tento oblek na sobě i 18. června 1942, když padl při Boji v kostele svatých Cyrila a Metoděje. Mnoho jeho blízkých spolupracovníků bylo popraveno nebo odsunuto do koncentračních táborů, Jaroslav Vašata měl v tomto ohledu velké štěstí. Po celou dobu války se mu dokonce podařilo uchovat v chodu oba své hlavní podniky.

### Život po válce
Po konci Druhé světové války se stal poslancem za Českou stranu národně sociální, kde blízce spolupracoval s Petrem Zenklem, Hubertem Ripkou, Miladou Horákovou, Vladimírem Krajinou či Prokopem Drtinou. Brzy po únorovém komunistickém puči roku 1948 se rozhodl z Československa s rodinou emigrovat. Přes Západní Německo, Londýn a Chicago se konečně v roce 1951 dostal do New Yorku. Přišel o svoje podniky i peníze a ve Spojených státech musel s pohostinskou činností začínat od začátku. V roce 1952 si na Manhattanu otevřel českou restauraci Beseda, opět s vidličkou v logu, která fungovala až do roku 1994. Jeho podnik se stal významným bodem československého exilového života.